# Slackia heliotrinireducens
Slackia heliotrinireducens es una bacteria grampositiva del género Slackia. Fue descrita en el año 1999. Su etimología hace referencia a reducción de heliotrina. Anteriormente conocida como Peptostreptococcus heliotrinireducens, que se describió en el año 1983. Es anaerobia estricta e inmóvil. Tiene un tamaño de 0,5-0,6 μm de ancho. Forma colonias lisas, de color entre gris y blanco y traslúcidas tras 7-10 días de incubación. Temperatura de crecimiento entre 30-46 °C, óptima de 40 °C. Catalasa negativa. Tiene un genoma de 2,8 Mpb y un contenido de G+C de 36,1%. Se ha aislado del rumen de ovejas. 